# Felice Anerio
Felice Anerio (ur. 1560 w Rzymie, zm. 27 września 1614 tamże) – włoski śpiewak, dyrygent i kompozytor; jeden z czołowych przedstawicieli szkoły rzymskiej w muzyce. Był jednym z reformatorów chorału gregoriańskiego zgodnie z założeniami soboru trydenckiego. Wraz z Francescem Soriano dokonał redakcji graduału medycejskiego.
W latach 1568–1574 pobierał nauki u Giovanniego Marii Nanina oraz śpiewał w chórze chłopięcym bazyliki Matki Bożej Większej w Rzymie. Od 1575 do 1579 śpiewał w Cappella Giulia, a w latach 1579-1580 w chórze rzymskiego kościoła św. Ludwika Króla Francji. Od 1585 udzielał lekcji muzyki w Collegio degli Inglesi. Następnie, od 1589, pełnił funkcję dyrygenta Virtuosa Compagnia dei musici di Roma, a w 1594 zastąpił Giovanniego Pierluigiego da Palestrinę na stanowisku kompozytora papieskiej kapeli (był również kontynuatorem jego stylu).
Felice Anerio tworzył wyłącznie utwory wokalne takie jak msze, hymny, kantyki, motety, czy madrigali spirituali (madrygały z tekstem religijnym). Były one wydawane w Rzymie i Wenecji, ale pojawiały się również w zbiorach, m.in. Tabulaturze peplińskiej. Rękopisy jego kompozycji przechowywane są w bibliotekach w Rzymie, Wiedniu, Monachium i Berlinie.
Związany był z dworem kardynała Pietra Aldobrandinieo. Jego ojciec Maurizio oraz brat Giovanni Francesco Anerio również byli muzykami.